# Vilvoorde City
Vilvoorde City is een Nederlandstalig liedje van de Belgische rockzanger Kris De Bruyne. Het werd in 1975 gelanceerd als eerste van zijn album "Ook voor jou”.
In het lied zingt Kris De Bruyne over Vilvoorde, meer bepaald de wijk Far-West waar volgens Kris De Bruyne "de lucht vol weemoed hangt". Hij vertelt over zijn liefdesverdriet, waarop hij liefst de sombere stad wil verlaten, maar toch trouw zal blijven. Het lied, met een grauw beeld, was aanvankelijk omstreden in Vilvoorde.
Kris De Bruyne woonde vijf jaar in Vilvoorde. De arbeiderswoonwijk Far-West, vooral gekarakteriseerd door sociale woningbouw, was vervuild door de fabrieken gedurende zijn tijd. Een videoclip werd gemaakt waarbij in het gemeentehuis opnames werden gemaakt. Volgens Kris De Bruyne was de toenmalige burgemeester daar niet tevreden mee, die dit beschouwde als een aanval op de wijk Far-West.

## Nieuwe versie
In 2008 wenste Jean-Luc Dehaene, oud-burgemeester van Vilvoorde, De Bruyne te overtuigen om "na zijn prachtige lied over de vuile industriële stad van toen, ook eens over het nieuwe Vilvoorde te zingen." Een nieuwe versie van Vilvoorde City met aangepaste tekst werd op 2 oktober 2008 afgespeeld voor de officiële opening van het derde Vilvoordse cultuurseizoen in de schouwburg van Het Bolwerk. Dehaene onthulde dat de tekst van het lied het hoofdstuk Vilvoorde City in zijn memoires ging afsluiten.

## Als inspiratie
Vilvoorde City is ook de naam van een Vilvoordse voetbalclub die in 2016 was opgericht. Vilvoorde City speelt in de jeugdcompetitie onder de kleuren geel-rood. Naast voetbal is Vilvoorde City de boektitel van een studie naar sociale huisvesting in de wijk Far-West, geschreven door historica Annelies Tollet.

## Trivia
- De tekst van het lied werd het onderwerp van een reportage door radiozender Bruzz.[6]
- Genoemd in het lied is de kroeg van Cuyvers Pol, ook bekend als "De Drinkwinkel". Deze kroeg bestaat niet langer.